# 謎のニセ札事件
謎のニセ札事件（なぞのにせさつじけん）とは、1954年12月、日本で発生したニセ札事件である。

## 事件の概要
1954年12月上旬、東京都中央区新富町にある印刷所に興信所の捜査部長を名乗る男が現れ、「宗教団体の寄付の領収書」に使うものだとして紙幣のようなもの1,000部の印刷を一部50円で発注した。表面の左右にアラビア数字で「100」と印刷されその横に意味不明な文字があり、中央には旗を掲げ乗馬する白い騎士、そして裏面には昇る太陽とダビデの星が描かれていた。
依頼者の「警視庁の公安部長と親しく、了承ももらっている」との説明を信用した印刷所は“紙幣のようなもの”を注文通り刷り上げ、同月中旬までに依頼者へ引き渡したが、あまりにも異様な印刷物の内容に不安になり、数日後に警察へ届け出て事件が発覚した。
警視庁捜査三課の調べで男の名乗っていた興信所は実在しないことが判明。そして印刷所に残っていた“紙幣のようなもの”を入手した警察は日本銀行へ問い合わせたが「世界の紙幣にこれに該当するものはない」との回答であった。ダビデの星が印刷されていたことからイスラエル公使館へも問い合わせたが、やはり「この種の紙幣は通用していない」との返答を得るだけであった。
表面の両側に書かれている文字についても判読不能で、都内の研究機関や大学の言語学者などに問い合わせたが、結局どこの文字や言語なのかは判らなかった。

## その後
- 警視庁はこの印刷物について国際刑事警察委員会（後のICPO：国際刑事警察機構）にも連絡したが、その正体は判明しなかった。日本から同機構へ持ち込まれた事件としては戦後初のものである。
- 警視庁は「仮にニセ紙幣でないとしても“紙幣とまぎらわしいもの”として刑事事件として立件できる」との見解を示した。
- 「単なるイタズラ説」「秘密結社が使うもの」「映画や芝居に使うもの」など色々な仮説が出たが、印刷の依頼者も印刷物の行方も全く不明のままである[1]。
- 作られた印刷物はリトアニアの10リタス紙幣に類似しているという考察がある。同紙幣は表面に中央に馬に乗って剣を持つ白騎士が描かれている。ただし裏面は全く異なる。また五芒星が描かれた紙幣はモロッコの紙幣に多く描かれている[2]。